# Hotel Hafnia
Das Hotel Hafnia ist ein Vier-Sterne-Hotel im Zentrum der färöischen Hauptstadt Tórshavn. Der Name Hafnia ist lateinischen Ursprungs und bedeutet Hafen, eine Anspielung auf den umgangssprachlichen Namen Havn für Tórshavn.
Das Hotel wurde ab 1950 gebaut und am 1. November 1951 eröffnet. Es hat 102 Betten. Gäste finden neben internationaler Küche auch färöische Gerichte, wie zum Beispiel gefüllten Papageitaucher auf der Karte.
Bis 2004 gehörte es der deutschstämmigen Familie Restorff (siehe die Brauerei Restorffs Bryggjarí). 2018 wurde es von der färöischen Reederei Smyril Line übernommen.
Im dänischen Roman Når Engle spiller Mozart („Wenn die Engel Mozart spielen“) von Lisbeth Nebelong ist das Hafnia einer der zentralen Schauplätze.
Bekannte Gäste waren bisher unter anderem: Dirch Passer, Poul Bundgaard, Kim Larsen, Bjørn Afcelius, Mærsk Mc-Kinney Møller und Anne Linnet.
Siehe auch: Hotel Føroyar